# Bălușa
Bălușa – wieś w Rumunii, w okręgu Bacău, w gminie Odobești. W 2011 roku liczyła 105 mieszkańców.